# Miuccia Prada
Miuccia Prada (Milà, 10 de maig de 1949), nascuda amb el nom de Maria Bianchi, és una dissenyadora italiana de moda i empresària de Prada i Miu Miu. El barri natal de Miuccia Prada és el barri de Porta Romana de Milà.
És la neta menor de Mario Prada, i es va encarregar del negoci familiar de fabricació de productes de luxe el 1978. Des d'aleshores la companyia va adquirir Jil Sander, Helmut Lang i la sabateria Church & Co. Nascuda com a Maria Bianchi va adoptar el nom de Miuccia Prada en la dècada de 1980, després de ser adoptada per la seva tieta. L'any 2002, Prada va obrir la seva pròpia galeria d'art contemporani.
El març de 2013, va ser considerada una de les 50 dones més ben vestides pel diari The Guardian. L'any 2014 figurava en la llista com la 75a dona més poderosa del món, segons la revista Forbes.
Va assistir a l'Institut Liceo Classico Berchet de Milà i es va graduar en ciències polítiques a la universitat. També va estudiar mim al Piccolo Teatro de Milà i va actuar com a tal durant cinc anys Va ser membre del Partit Comunista i estava involucrada en els Drets de les Dones a la dècada de 1970 a Milà. Posteriorment es va casar amb el també soci seu Patrizio Bertelli.
El 2 de desembre de 2013 va obtenir el premi de dissenyadora internacional, British Fashion Awards, del London Coliseum.
L'any 2014, la companyia Prada va ser investigada per evasió d'impostos. En resposta, la companyia Prada va reubicar oficines dels Països Baixos i Luxemburg a Itàlia per evitar problemes amb els impostos.